# Love Kills (chanson des Ramones)
Pour les articles homonymes, voir Love Kills.
 (juin 2022).
Si vous disposez d'ouvrages ou d'articles de référence ou si vous connaissez des sites web de qualité traitant du thème abordé ici, merci de compléter l'article en donnant les références utiles à sa vérifiabilité et en les liant à la section « Notes et références ».
Love Kills est une chanson du groupe punk rock américain The Ramones. Elle fut écrite par Dee Dee Ramone en hommage à Sid Vicious, le bassiste des Sex Pistols, décédé sept ans plus tôt. Elle figure en troisième position sur le neuvième album des Ramones, Animal Boy, sorti en 1986.